# Kristianstad studentkår
Kristianstad Studentkår (KSK) är studentkåren vid Högskolan Kristianstad. Det är en ideell förening som representerar alla studenter i de beslutande och beredande organen inom högskolan, och informerar studenterna om såväl rättigheter som skyldigheter.

## Organisation
Under verksamhetsåret 2009/10 arbetades det fram en ny organisation för läsåret därpå i huvudsak med anledning av kårobligatoriets avskaffande. I denna omorganisation gick man från fyra heltidsarvoderade till två. Man hade utöver detta två anställda i form av en kanslist/administratör och en informatör, tillika ansvarig utgivare och chefredaktör för kårens egen tidning, Kåriren. Kårstyrelsen organiseras också om radikalt med nya styrelseposter. 
Vid studentkåren fanns en mängd kårsektioner som ligger inom Kristianstad studentkårs organisation men har egna styrelser. Dessa föreningar/sektioner är ämnesrelaterade, det vill säga varje förening företräder en specifik utbildningsgren vid Högskolan Kristianstad. Dessa försvann under 2000-talet. 
Kristianstad Studentkår består 2023 av två heltidsarvoderade som är ordförande och vice ordförande som är en del av arbetsutskottet (AU). AU består förutom ordförande och vice av två 50 % arvoderingar med ett studentombud och en studiesocial samordnare. Kansliet består av en anställd kanslist som även har en ekonomisk samordnarroll. Detta beslutades efter årsmötet 2023 med fyra arvoderingar.
2024 blev Kristianstad utnämnd av SFS som årets studentstad, där studentkåren skickade in en ansökan med Högskolan och kommunen.